# Щербаков Тихон Павлович
Тихон Павлович Щербаков — радянський діяч, член ВУЦВК. Член Центральної контрольної комісії КП(б)У в травні 1924 — грудні 1925 року. Член ЦК КП(б)У в листопаді 1927 — червні 1930 року. 

## Життєпис
Народився в селі Олександрівці (тепер — Луганська область) у селянській родині. З десятирічного віку наймитував у помічника станції Олександрівка на Донбасі.
З 1900 року працював чорноробом, підручним ливарника та ливарником паровозобудівного заводу Гартмана в Луганську. З 1902 року брав активну участь у революційному русі та в організації страйків на паровозобудівному заводі Гартмана.
Член РКП(б).
Учасник громадянської війни в Росії. У 1919 році служив у червоноармійському загоні робітників, обороняв Луганськ від військ генерала Денікіна. Під час боїв був важко поранений гранатою, евакуювався до міста Курська, де лікувався в шпиталі від тифу. Наприкінці 1919 року, з фальшивими документами на ім'я Кузьми Омеляновича Сиченка, перейшов лінію фронту та повернувся на підпільну роботу до Луганська. Був виданий провокатором, деякий час просидів у білогвардійській в'язниці, звідки втік.
У 1920—1927 роках — майстер-ливарник паровозобудівного заводу імені Жовтневої революції в Луганську.
З 1927 року — завідувач внутрішнього господарства паровозобудівного заводу імені Жовтневої революції в Луганську.
Подальша доля невідома.